# ヴァンデルソン・マシエウ・ソウザ・カンポス
ヴァンデルソン（Wanderson）またはヴァンベルト（Wamberto）ことヴァンデルソン・マシエウ・ソウザ・カンポス（Wanderson Maciel Sousa Campos, 1994年10月7日 - ）は、ブラジル・マラニョン州サン・ルイス出身のサッカー選手。SCインテルナシオナル所属。ポジションはFW。

## 経歴

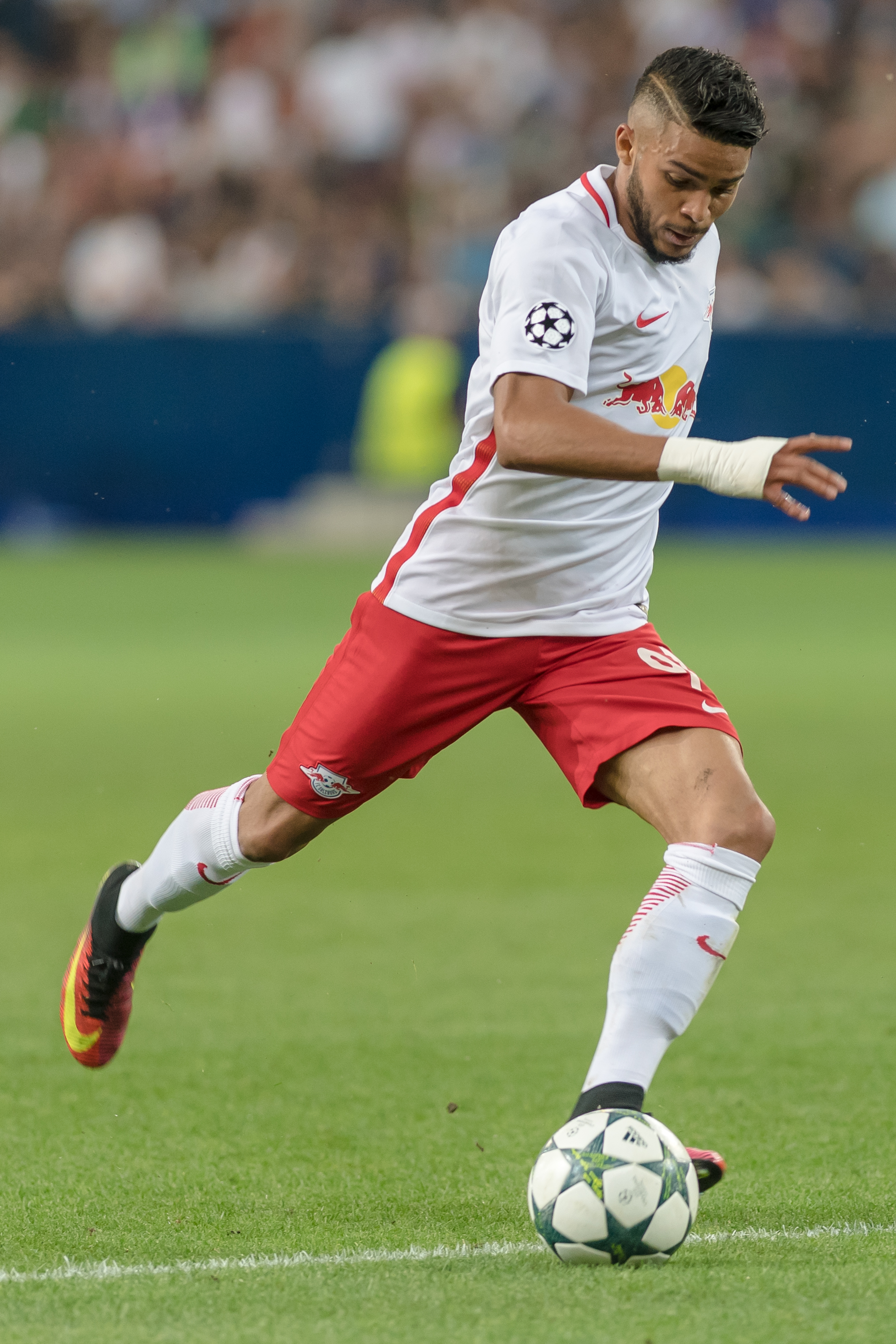
レッドブル・ザルツブルク時代

マラニョン州サン・ルイスに生まれたが、2002年に8歳でアヤックス・アムステルダムの下部組織に加入。2009年に父の関係でKベールスホットACの下部組織に移った。ベールスホットでトップチームに昇格し、2012年10月31日にプロ初出場。しかし彼が6試合に出た所でクラブは降格、破産し解散となった。
2013年6月20日に2年契約でリールセSKにトライアルから加入。7月27日に移籍後初出場、11月23日にプロ初得点を記録。2014年10月にはセルティックFC、スウォンジー・シティAFC、ウェストハム・ユナイテッドFC、クイーンズ・パーク・レンジャーズFC、サンダーランドAFC、アストン・ヴィラFCといったイギリスからの興味が報じられたが、どこにも加入する事はなかった。
2015年にリールセが降格し、プレシーズンでも出場機会が無かったものの、依然としてクラブは彼との契約を解除しなかった。このため彼の父がFIFAの認可を取り付けて無所属にさせた。7月にトライアルからヘタフェCFに加入。当初はセグンダ・ディビシオンBに所属するヘタフェCF Bに割り当てられたが、プレシーズン中にトップチームに招集され、得点という結果も残した。8月30日の試合で後半にエミリアーノ・ブエンディアに代わって投入されてプリメーラ・ディビシオン初出場。
2016年7月1日に3年契約でレッドブル・ザルツブルクに加入、違約金はかかっていない。8月3日にUEFAチャンピオンズリーグ 2016-17 予選で移籍後初得点。しかし12月19日にはFIFAから4ヶ月の出場停止処分を受けた、その理由は2015年夏にリールセからヘタフェに移籍した際に違反条項が見つかったためであった。

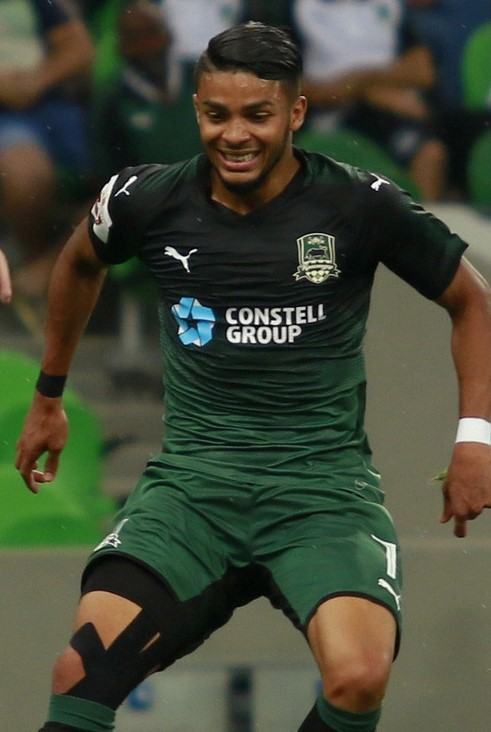
FCクラスノダール時代

2017年6月26日に5年契約でロシア・プレミアリーグのFCクラスノダールに加入。
2022年3月11日、SCインテルナシオナルに買取オプション付きのレンタルで移籍。同年12月21日に買取オプションが行使され、完全移籍となった。

## 家族
父のヴァンベルト、兄のダニーロ、いとこのサントス・ネトもサッカー選手。